# Zuzanna Dolega

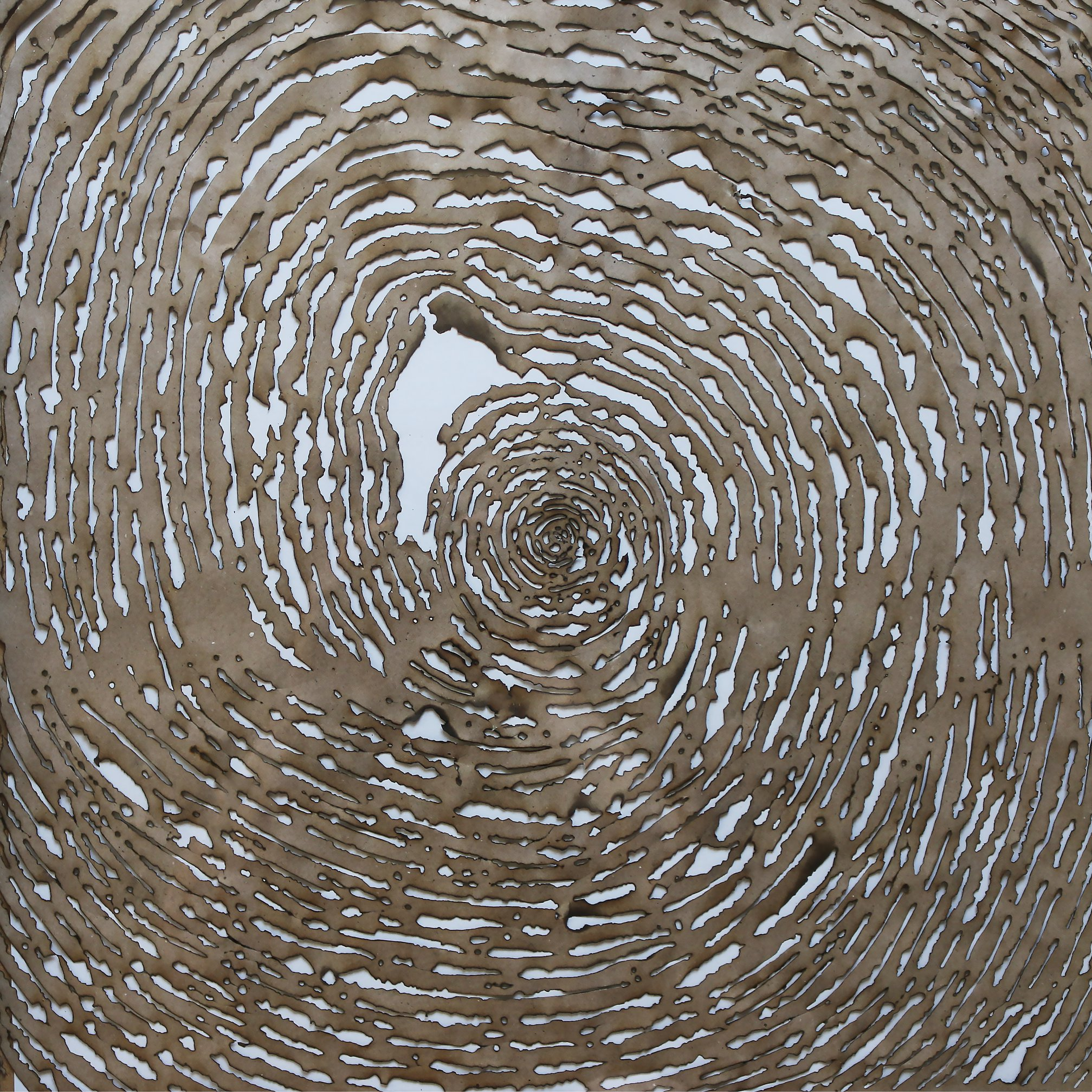
Praca z cyku „Pyro-paintings”

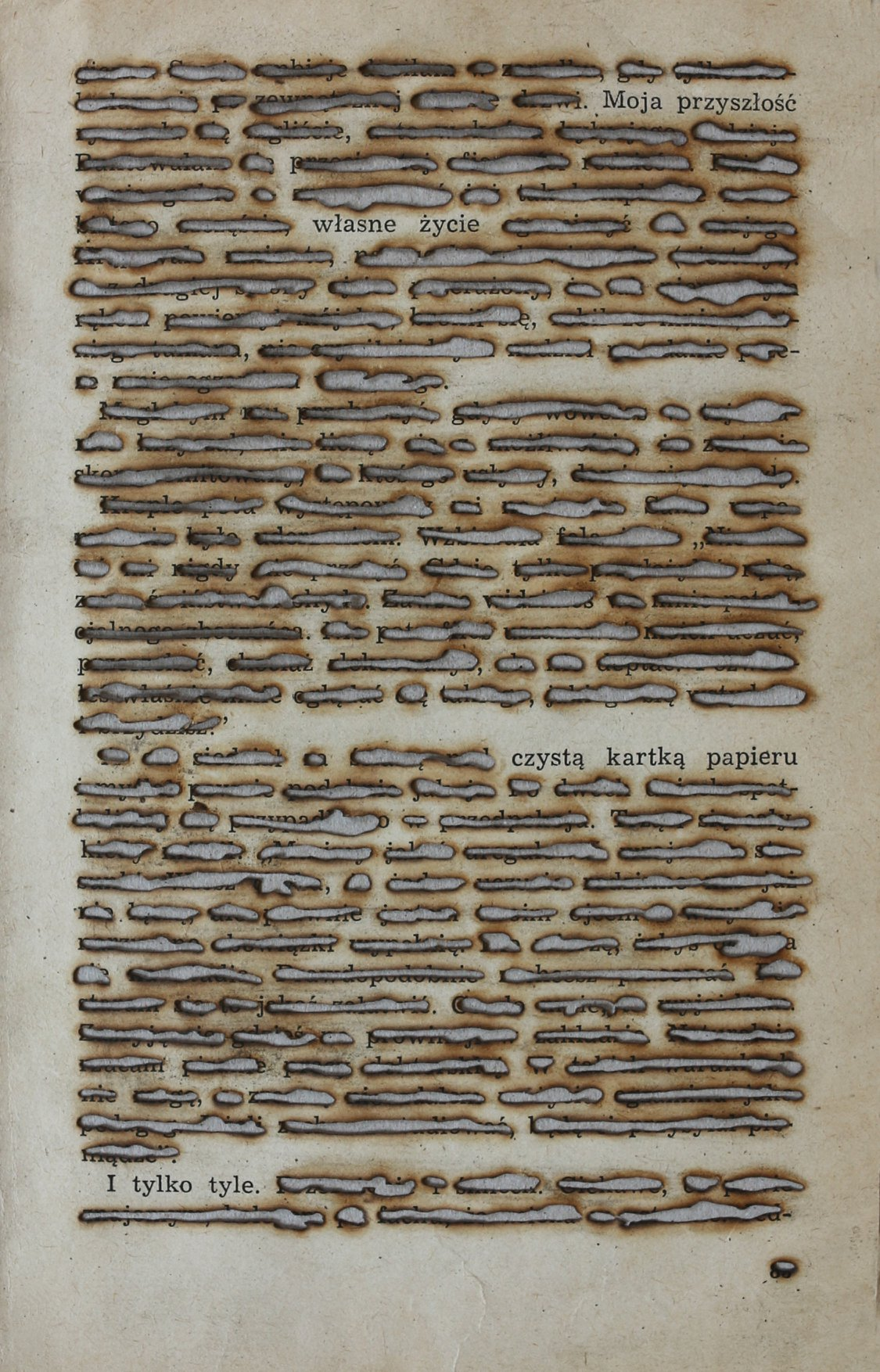
Pirosłowa – bez(słownik)

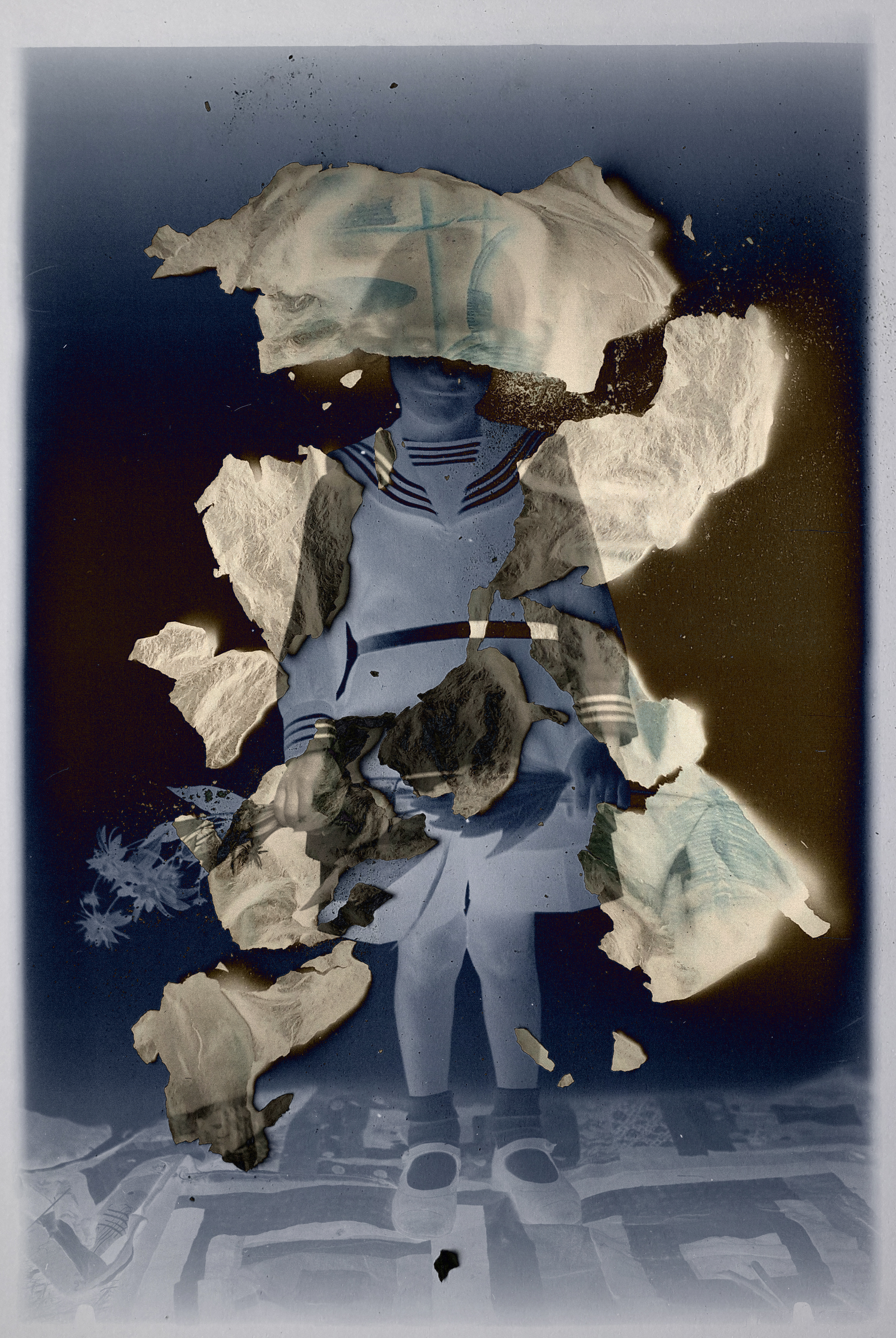
Praca z cyklu „Miesz(k)ając w przeszłości”

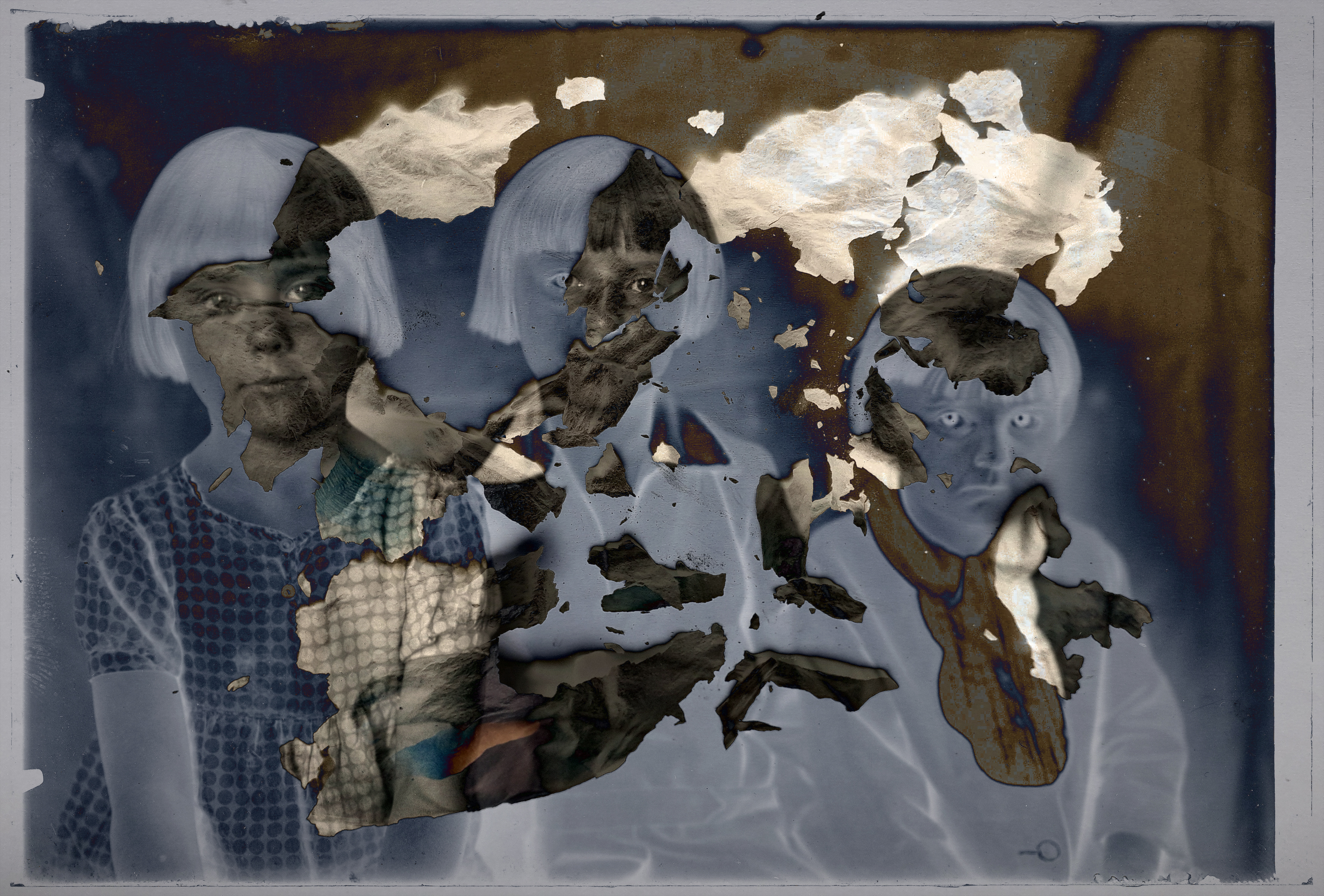
Miesz(k)ając (w) przeszłości – 3 dziewczynki. Remiks pracy Narcyza Witczaka-Witaczyńskiego (1898–1943), zasoby Narodowego Archiwum Cyfrowego

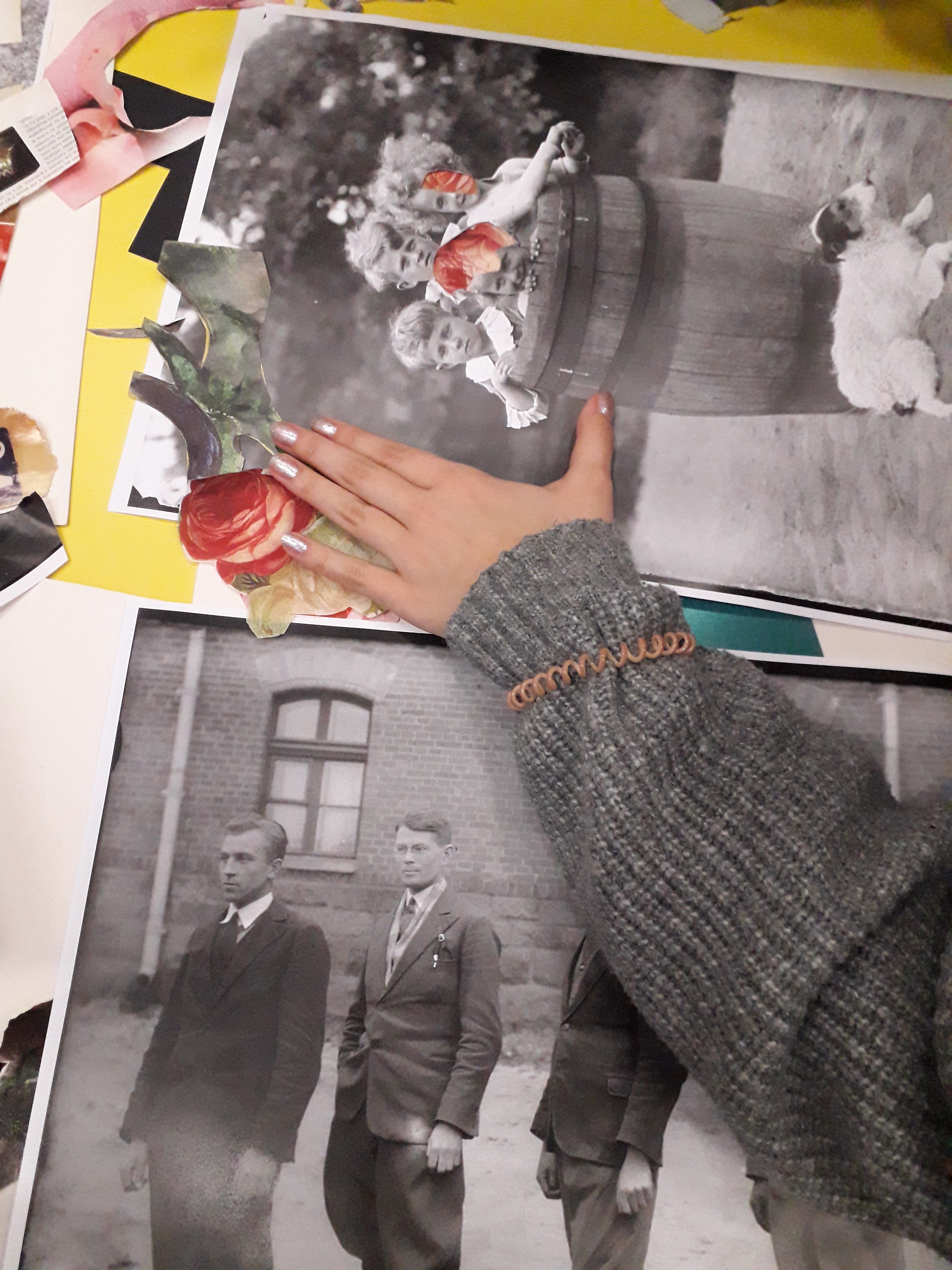
Warsztat z tworzenia kolaży prowadzony przez Zuzannę Dolegę z okazji Dnia Domeny Publicznej 2019

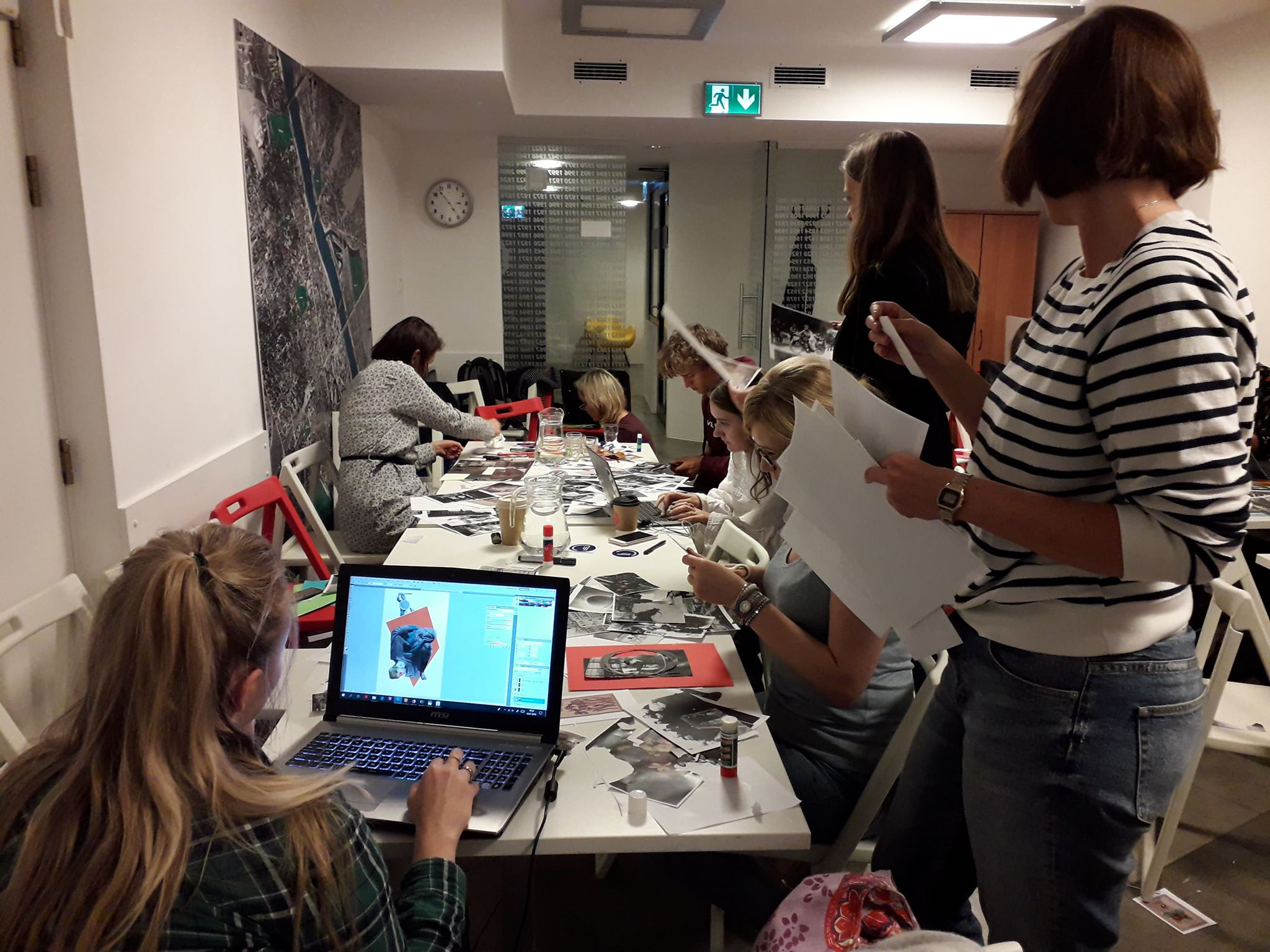
Warsztat tworzenia warszawskich kolaży w lipcu 2019 roku

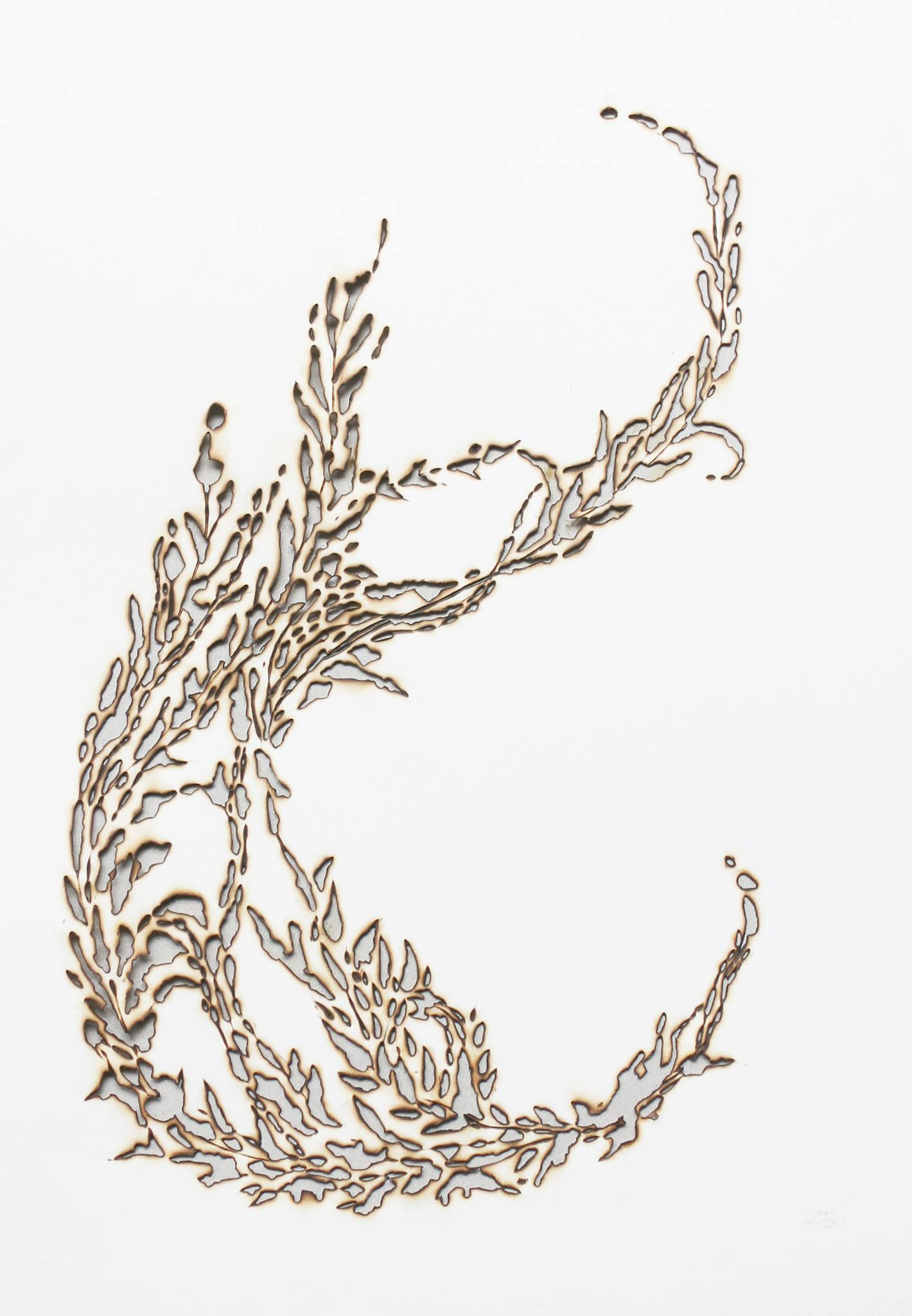
Herbarium

Zuzanna Seweryna Dolega (ur. 24 stycznia 1990 w Gdyni) – polska artystka wizualna związana z Akademią Sztuk Pięknych w Gdańsku. 

## Życiorys
Absolwentka Wydziału Malarstwa Akademii Sztuk Pięknych w Gdańsku. Specjalizuje się w technice pirografii – wypalania ogniem lub żarem w podłożu i zgodnie z wywiadem opublikowanym w 2020 roku jest prawdopodobnie jedyną osobą w Polsce używającą tej techniki. Ogień jako narzędzie pracy łączy ze sztuką papieru, tkaniną, instalacjami i kolażem. Badawczo-artystycznie zajmują ją również zagadnienia związane z neuroestetyką oraz synestezją w sztuce i arteterapią.             
Od 2017 roku asystentka na Wydziale Malarstwa Akademii Sztuk Pięknych w Gdańsku między innymi w: Pracowni Rysunku Koncepcyjnego profesora Romana Gajewskiego i Pracowni Rysunku Studyjnego prof. Marii Targońskiej.             
W 2022 roku uzyskała stopień doktora w dziedzinie sztuk pięknych za rozprawę „Czuły czytnik rzeczywistości. W poszukiwaniu współodczuwania”.             
Członkini stowarzyszenia IAPMA.

## Twórczość

### Pirografia na papierze
Artystka tworzy za pomocą techniki pirografii, która w jej autorskiej wersji jest objęta ścisłą tajemnicą. Za pomocą pirografii tworzy abstrakcyjne formy. Połączenie ognia z papierem pozwala artystce na powstanie niepowtarzalnych i ulotnych wypaleń-znaków. Metoda ta dla artystki wiąże się z destrukcją i naznaczaniem. Z jednej strony w pracach Zuzanny Dolegi można dostrzec wypalenie, rezygnację, pogorzelisko czy delikatną perforację, z drugiej zaś nawiązania do świata przyrody, czy też mikro- i makrokosmosu. Jak pisze Dolega o swoich pracach:   
Pirografia to dla mnie forma samotnej kontemplacji i alchemicznej pracy. Perforacja – będąca efektem działania ognia, pozwalająca na przenikanie światła – umożliwia uwypuklenie ulotności i nieobecności 
Ogień stanowi żywioł, z którym artystka zmaga się, próbując nad nim zapanować, nadając kształt i określając długość wypalonych znaków. Malując ogniem nie da się postawić dwóch identycznych linii, ani znaków, stąd proces twórczy przy zastosowaniu ognia jest ciągłą walką i o panowanie nad obrazem i sensem. Według artystki pirografia to misterna i samotnicza praca, która ociera się o kontemplację i medytację. To rodzaj autoportretu, zakodowanego w formie nieczytelnego pisma. Każdy ze stworzonych przez artystkę obrazów można czytać jako sygnał i znak będący czułym czytnikiem codzienności.   
W cyklu 11 prac dyplomowych „Znaki na-znaczenia” zrealizowanych tą techniką i stanowiących pracę dyplomową, artystka pragnęła ukazać swoje „dążenia do lapidarności, autonomii i pierwotności znaku poprzez użycie ognia jako osobistego medium”. Prace w formie instalacji zostały wyeksponowane w przestrzeni nieczynnej rotundy w Gdyni-Kolibkach w 2015 roku.     

### Kolaż
Artystka stworzyła serie kolaży na podstawie własnych archiwów rodzinnych, archiwalnych zdjęć dziadków, pradziadków oraz tajemniczych osób znalezionych między zdjęciami. Kolażom tworzonym ze zdjęć bliskich towarzyszą różne warstwy: starych wycinków, papierów, biletów. Na niektórych kolażach znajdujące się na zdjęciach osoby zostały upiększone cekinami, piórami i pomponami, uświęcone w nieco kiczowatym otoczeniu. W każdym kolażu jest zawarta mikroopowieść autobiograficzna.     
Artystka wykonała również cykl prac „Miesz(k)ając (w) przeszłości” zrealizowanych w ramach współpracy ze stowarzyszeniem Wikimedia Polska w ramach projektów GLAM. Artystka wykorzystała do tego materiały archiwalne znajdujące się w domenie publicznej w zasobach Wikimedia Commons. Na ich podstawie stworzyła cyfrowe kolaże, będące remiksem łączącym warstwy spalonego papieru z cyfrowymi fotografiami. Dolega wykorzystuje zdjęcia i inne materiały w procesie cyfrowej ingerencji prac udostępnianych przez instytucje kultury. Poprzez ingerencję w prace dokonuje ich analizy, łączy wybrane materiały w grupy tematyczne i buduje dialog między nimi umieszczając w innym kontekście, mapując połączenia, tworząc kontrasty i nowe znaczenia.   

### Sztukasite-specifici instalacje artystyczne
Sztuka site-specific, czyli prace związane z konkretnym miejscem i instalacje artystyczne były realizowane przez artystkę przy okazji następujących współprac:  
- Prace na osiedlu IDEA w budynku B4[16]. Projekt inspirowanym sztuką Street Artu, poprzez wprowadzenie do nowoczesnych i modernistycznych wnętrz elementów sztuki ulicznej. Projekt jest efektem współpracy artystki z Euro Stylem, z panią architekt Marzeną Degutis[11].
- Oprawa scenograficzna dla Przekroju w ramach wydarzenia „Przekrój prosi do tańca! Vol.4” 6 kwietnia 2019 roku[17].

## Nagrody
Laureatka licznych nagród i stypendiów: 
- Nagroda Miasta Gdańska dla Młodych Twórców w Dziedzinie Kultury za rok 2020
- Rektora Akademii Sztuk Pięknych w Gdańsku – 2013/2014 i 2014/2015
- Prezydenta Miasta Gdyni – 2013/2014 i 2014/2015
- Ministra Kultury i Dziedzictwa Narodowego – 2014/2015
- Ministra Nauki i Szkolnictwa Wyższego – 2014/2015[19][20]
- Finalistka 13. edycji Konkursu Artystyczna Podróż Hestii[21]
- Finalistka Festiwalu Edukacyjnego artNoble 2015 w Żyrardowie[22]
- Nominacja do nagrody głównej podczas 13. Ogólnopolskiej Wystawy Tkaniny Unikatowej – 2016
- Nominacja  Nagrody Galion Gdyński za Debiut Artystyczny za rok 2018[23][24]

## Wybrane wystawy
Uczestniczka wielu wystaw i projektów o zasięgu krajowym i międzynarodowym, a wśród nich:

### Wystawy indywidualne
- 2012 – „Antropomorfizacje” – Café-Pub Bruderschaft, Gdańsk[25]
- 2013 – „Portreciki Pamięciowe”  – Café-Pub Bruderschaft, Gdańsk[26][27]
- 2015 –  „Sekretne życie książek” – Miejska Biblioteka im. Józefa Wybickiego, Sopot[28]
- 2015 – „Znaki na-znaczenia” – TuBAZA, Gdynia oraz Galeria ASP, Gdańsk[29]
- 2016 – „Mikrorzeczy” – Sztuka Wyboru, Gdańsk[30]
- 2016 – „Warstwy” – Galeria Żak, Gdańsk[31]
- 2017 – „Temat-rzeka” – Sztuka Wyboru, Gdańsk[32]

### Wystawy zbiorowe w Polsce
- 2013 – „Dramat Wolności” – Gdańska Galeria Miejska[33]
- 2013 – II Ogólnopolska niezależna wystawa studencka „Granice rysunku” – Galeria Turbo, Warszawa[34]
- 2013 – „Spojrzenie pełne Czułości” – Strych na Wróble, Warszawa[35]
- 2014 – Re-Akcje 2 (finalna wystawa interdyscyplinarnego projektu) – Akademia Sztuk Pięknych, Gdańsk[36]
- 2014 – I Międzynarodowe Triennale Rysunku Studentów Wyższych Szkół Artystycznych – Katowice[37]
- 2014 – VI Ogólnopolska Wystawa Rysunku Studenckiego „RYSOWAĆ i tak, i tak, i tak” – Galeria Sztuki Wozownia, Toruń[38]
- 2014 – Gdańsk Biennial of Art – Gdańska Galeria Miejska[39]
- 2015 – Re-Akcje 3 (finalna wystawa interdyscyplinarnego projektu) – Mała Zbrojownia/ Wydział Rzeźby i Intermediów ASP w Gdańsku[40]
- 2016  – „Ostatki – dyplomy rysunkowe”, Think Tank lab Triennale, – Galeria MD_S, Wrocław[41]
- 2016 – 10. Baltic Mini Textile Gdynia – Muzeum Miasta Gdyni[42]
- 2016 – 13. Ogólnopolska Wystawa Tkaniny Unikatowej – Centralne Muzeum Włókiennictwa w Łodzi[43]
- 2016 –  Sitofest – Międzymiastowy Festiwal Sitodruku – Traffic Design, Gdynia[44]
- 2017 – Międzynarodowa Wystawa Malarstwa i Tkaniny Unikatowej – EKO-MATERIA, Gdańsk[45]
- 2017 – „Szumisztorm”. Instalacja dla LUMANN Design – Gdynia Design Days[46]
- 2017 – „Przestrzeń Intymna”, TYTANO – Dolnych Młynów 10, Kraków; Willa Bergera, Sopot[47]
- 2017 – „Sztuka na OSTRO” – Galeria Wspólna, Bydgoszcz[48]
- 2018 – Dolega/Pela – Kolonia Artystów, Gdańsk[49]
- 2018 – Znamy się, a nawet lubimy – BWA Zielona Góra, Polska[50]
- 2018 – Mario, uwierz mi, że lubię, gdy jest głośno – Zbrojownia Sztuki, Gdańsk[51]
- 2018 – wernisaż wystawy „Connection II” podczas Dni Austrii w Gdańsku – galeria WL4 Mleczny Piotr[52]
- 2019 – G8 Gdyńska Grafika Kobieca – Halo Kultura[53]

### Wystawyzbiorowe za granicą
- 2016 – Osten Biennial of Drawing, Osten Galerija – Skopie, Republika Macedonii[54]
- 2018 – Ocean of Possibilities, space design, paper installation – Kopenhaga[55]
- 2018 – Osten Biennial of Drawing – Skopie, Republika Macedonii[56]
- 2019 – Lichtcampus, City Hall // 4 – Wismar, Niemcy[57]
- 2021 – Istanbul Artist Residency, międzynarodowa rezydencja artystyczna i wystawa, Akaretler, Besiktas, Stambuł, Turcja
- 2021 – Lichtstrom Festival, międzynarodowy festiwal sztuki światła, Ingolstadt, Niemcy
- 2021 – Approach, IAPMA 2021 Congress in Toyota, Toyota City Folk Craft Museum, Japonia
- 2021 – Origins and Destinations – 35 years of IAPMA, The University of Tasmania, Burnie, Tasmania
- 2021 – Postal Artist Books, Q Gallery Multidisciplinary Gallery from COCOA, USFQ São Francisco de Quito University, Quito, Ekwador
- 2021 – Postal Artist Books, Pabellon de Bellas Artes UCA, in Buenos Aires, Argentyna
- 2021 – Postal Artist Books, Oswald de Andrade Gallery, São Paulo, Brazylia